# Eight Northern Pueblos

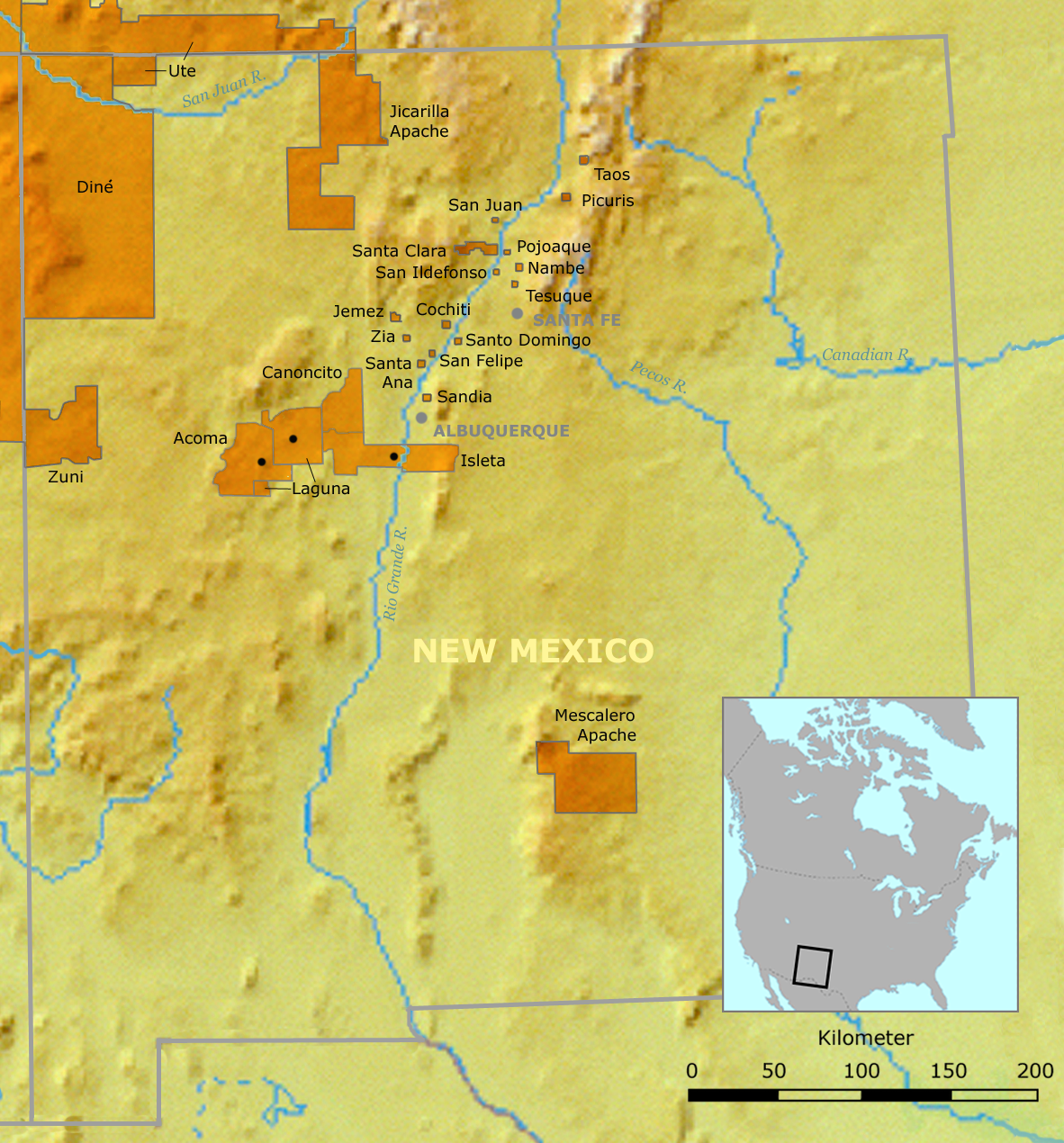
Die Lage der Eight Northern Pueblos und benachbarter Pueblos in New Mexico.

Die Acht nördlichen Pueblos (englisch Eight Northern Pueblos) sind Ansiedlungen von Indianern der Pueblo-Kultur in New Mexico. Es handelt sich dabei um Taos Pueblo, Picuris Pueblo, Santa Clara Pueblo, Ohkay Owingeh Pueblo (ehemals San Juan), San Ildefonso, Nambé Pueblo, Pojoaque Pueblo, sowie Tesuque.
Taos und Picuris sind Tiwa-sprachige Pueblos; die Bewohner der anderen Pueblos sprechen Tewa. Beide Sprachen sind eng miteinander verwandt. Die Acht Pueblos bilden auch das Eight Northern Pueblos Council, welches für die Ausrichtung von Handwerkermärkten, rechtliche Interessenvertretung der Pueblos und anderes zuständig ist. Der Sitz der Eight Northern Pueblos ist in Ohkay Owingeh angesiedelt. Dieses Pueblo war bis 2005 bekannt als San Juan, bis der ursprüngliche Tewa-Name wieder offiziell angenommen wurde.